# لئوناردو ماسونی
لئوناردو ماسونی (انگلیسی: Leonardo Massoni؛ زادهٔ ۱۷ فوریهٔ ۱۹۸۷) بازیکن فوتبال اهل ایتالیا است.
از باشگاه‌هایی که در آن بازی کرده‌است می‌توان به باشگاه فوتبال پروجا، باشگاه فوتبال هلاس ورونا، باشگاه فوتبال ویرتوس لانچانو، و باشگاه فوتبال ساسولو اشاره کرد.